# 望むだけ支払う方式
望むだけ支払う方式（のぞむだけしはらうほうしき、英: Pay what you want、PWYW) は、購入者が所与の商品に対して所望の金額を支払い、時にはゼロを含む価格戦略。場合によっては、最小（底値）価格が設定されていてもよく、および/または推奨価格が買い手への指針として示されていてもよい。買い手はまた、商品の標準価格よりも高い金額を選択することもできる。PWYWの多くの一般的な方式は購入前に価格を設定するが、一部は消費経験後まで価格設定を延期する。PWYWは、買い手を中心とした参加型価格設定形式であり、（価格の共同創造の側面としての）共同価格設定形式ともいえる。